# Premios Carlos Tena
El premio Carlos Tena a la divulgación musical, conocido popularmente como premio Carlos Tena, es un premio organizado por RTVE en colaboración con la Fundación SGAE y que rinde homenaje al periodista, presentador y divulgador musical Carlos Tena fallecido en abril de 2023.

## Historia
La primera edición de este premio se celebró en el año 2023, siendo la ceremonia de entrega de premios celebrada el martes 28 de noviembre de dicho año en la sede de la SGAE. 
En la segunda edición, Miguel Ríos y José Mercé han sido los encargados de la entrega del premio, que en este caso ha sido ex aequo.

### Premiados
| Edición | Ganador/es                             |
| ------- | -------------------------------------- |
| 2024    | Bertha M. Yebra y José María Velázquez |
| 2023    | José Ramón Pardo                       |